# Сплюшка булана
Сплюшка булана (Otus brucei) — вид совоподібних птахів родини совових (Strigidae). Мешкає в Західній і Центральній Азії.

## Опис
Булана сплюшка — невелика сова, середня довжина якої становить 18-22 см, вага 90-130 г. Довжина крила становить 145-170 мм, розмах крил 54-64 см. Самиці є важчими за самців на 15 г.
Забарвлення існує у двох морфах: світлій, переважно жовтувато-охристі і сірувато-коричневій. Верхня частина тіла поцяткована темними плямками, на тімені є помітні чорні смужки, пера на плечах білуваті з чорними краями, що формують світлу смугу. Першорядні махові пера і стернові пера поцятковані світлими смужками. Нижня частина тіла світло-сіра або жовтувато-охриста, поцяткована темними смужками, у представників світлої морфи вони відносно тьмяні. Лицевий диск світлий з чорними краями, на голові невеликі, малопомітні пір'яні "вуха". Очі світло-жовті, дзьоб темно-сірий, лапи оперені до основи сірувато-коричневих пальців, кігті чорнувато-коричневі.
Пташенята одразу після вилуплення покриті білим пухом. Через два тижні пух замінюється на пухові пера — мезоптиль, а на голові з'являються пір'яні "вуха". На третьому тижні життя формується лицевий диск, а в забарвленні з'являються поперечні смуги. Пух залишається лише на спині, грудях і животі.
Голос — відносно тихе, м'яке, довге ухання «кух-кух-кух-кух», з інтервалами між звуками у пів секунди, схожа на голос голуба-синяка.

## Підвиди
Виділяють чотири підвиди:

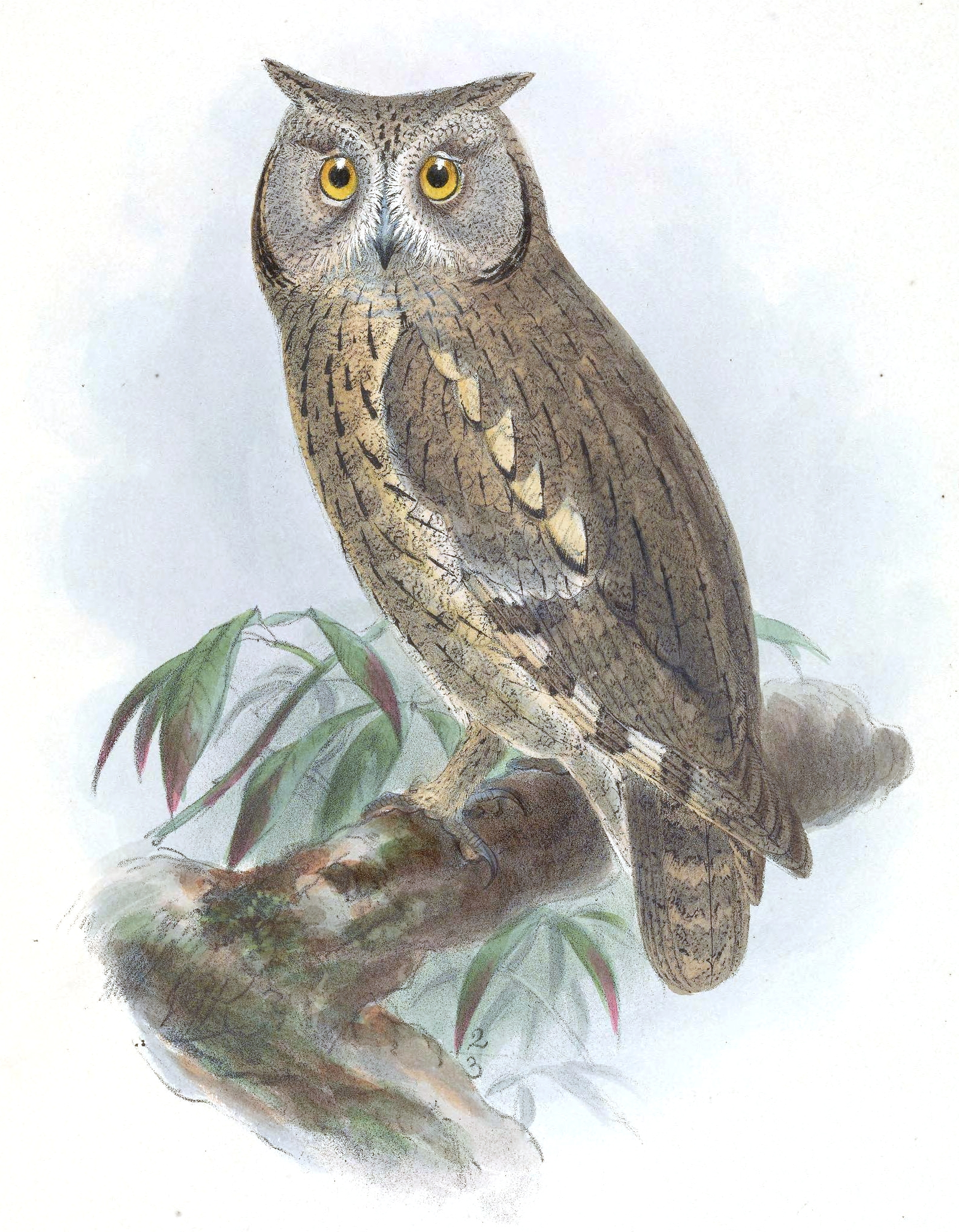
Булана сплюшка

- O. b. exiguus Mukherjee, 1958 — Ізраїль, Ірак, південний Іран, Оман, південний Афганістан і західний Пакистан;
- O. b. obsoletus (Cabanis, 1875) — від південної Туреччини і північної Сирії до Узбекистана і північного Афганістану;
- O. b. brucei (Hume, 1872) — від східного узбережжя Аральського моря до Киргизстана і Таджикистана;
- O. b. semenowi (Zarudny & Härms, 1902) — Памірські гори на півдні Таджикистану, заході Сіньцзяна, сході Афганістану і півночі Пакистану.

## Поширення і екологія
Булані сплюшки поширені від Ізраїля і південно-східної Туреччини до західного Китаю і північно-східної Індії. Взимку частина популяцій мігрує до Нижнього Єгипту, Східного Середземномор'я, Аравії, Пакистану і північної Індії. Булані сплюшки живуть в широколистяних лісах і рідколіссях, в тополевих, вербових і тамариксових заростях на берегах річок, в посушливих, кам'янистих місцевостях і каньйонах, порослих чагарниками, а сільськогосподарських угіддях, пальмових і фруктових гаях, парках і садах, на висоті до 1800 м над рівнем моря. Живляться комахами, павуками, дрібними ссавцями, птахами і ящірками. Гніздування починається в березні, яйця відкладаються в квітні-травні. Булані сплюшки гніздяться в дуплах на висоті від 3 до 6,5 м над землею, часто в покинутих дуплах дятлів, іноді в будівлях або серед скель. В кладці від 4 до 6 яєць.